# Roatto
Roatto (Roat en piemontès) és un municipi situat al territori de la província d'Asti, a la regió del Piemont (Itàlia).
Limita amb els municipis de Cortazzone, Maretto, Montafia, San Paolo Solbrito i Villafranca d'Asti.
Pertanyen al municipi les frazioni de Gobbi, Fornace, Pangeri, Simonetti, San Sebastiano, Montevalle, Bricco Rossi, Bricco Boè, Bricco Capello, Valle Reale i Briassa.

## Galeria fotogràfica

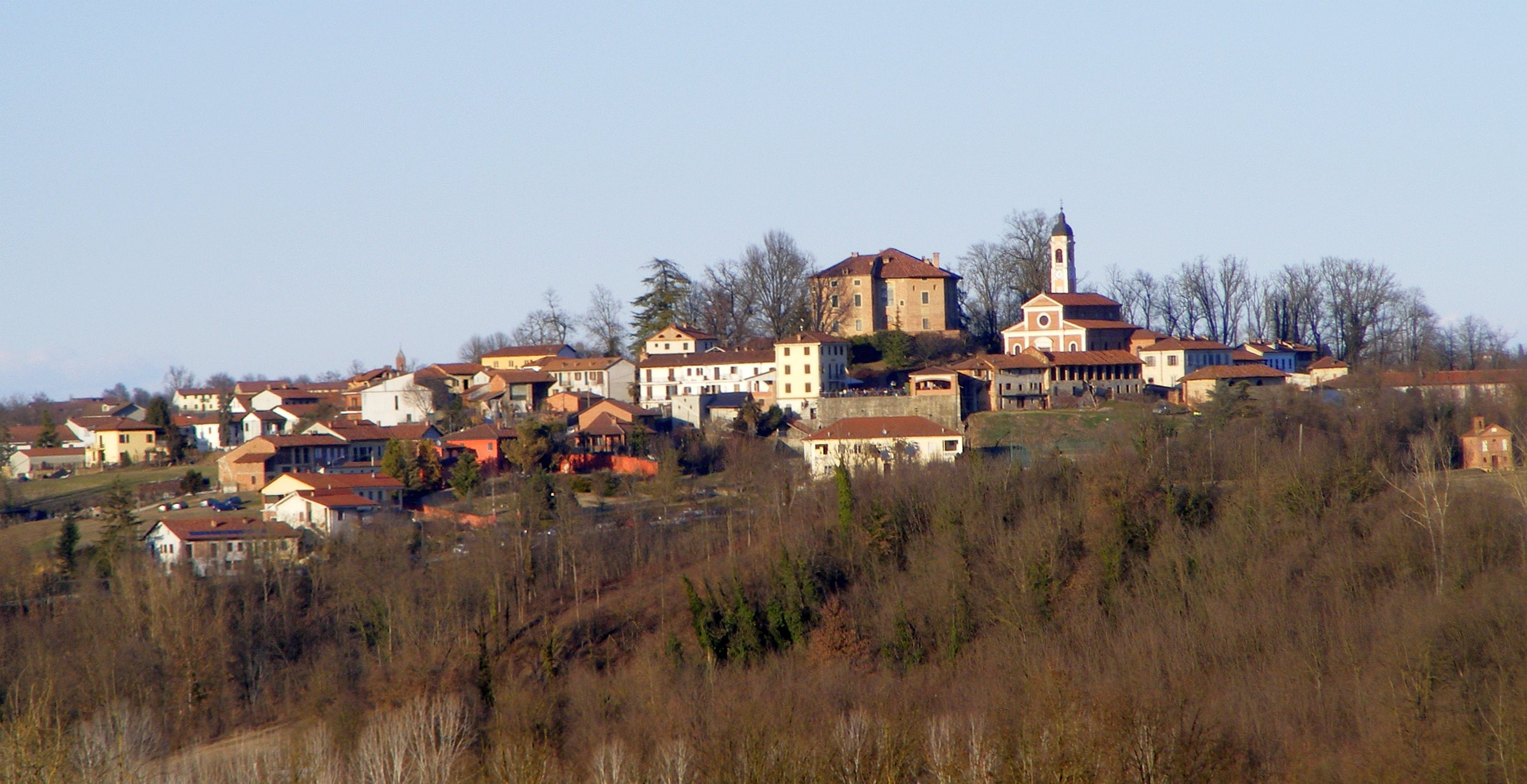
Vista del poble
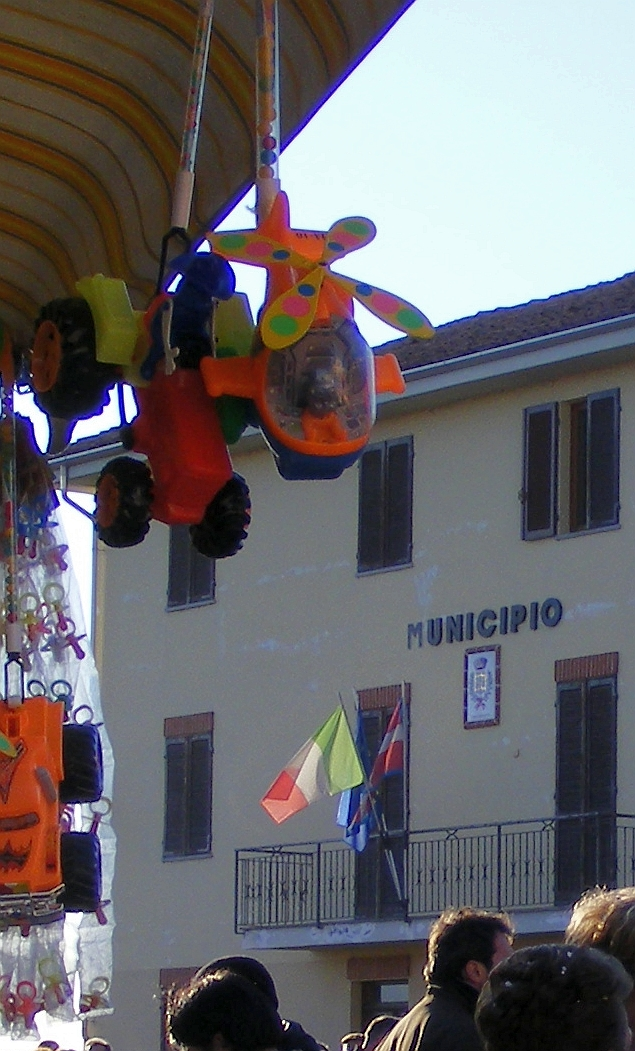
Ajuntament
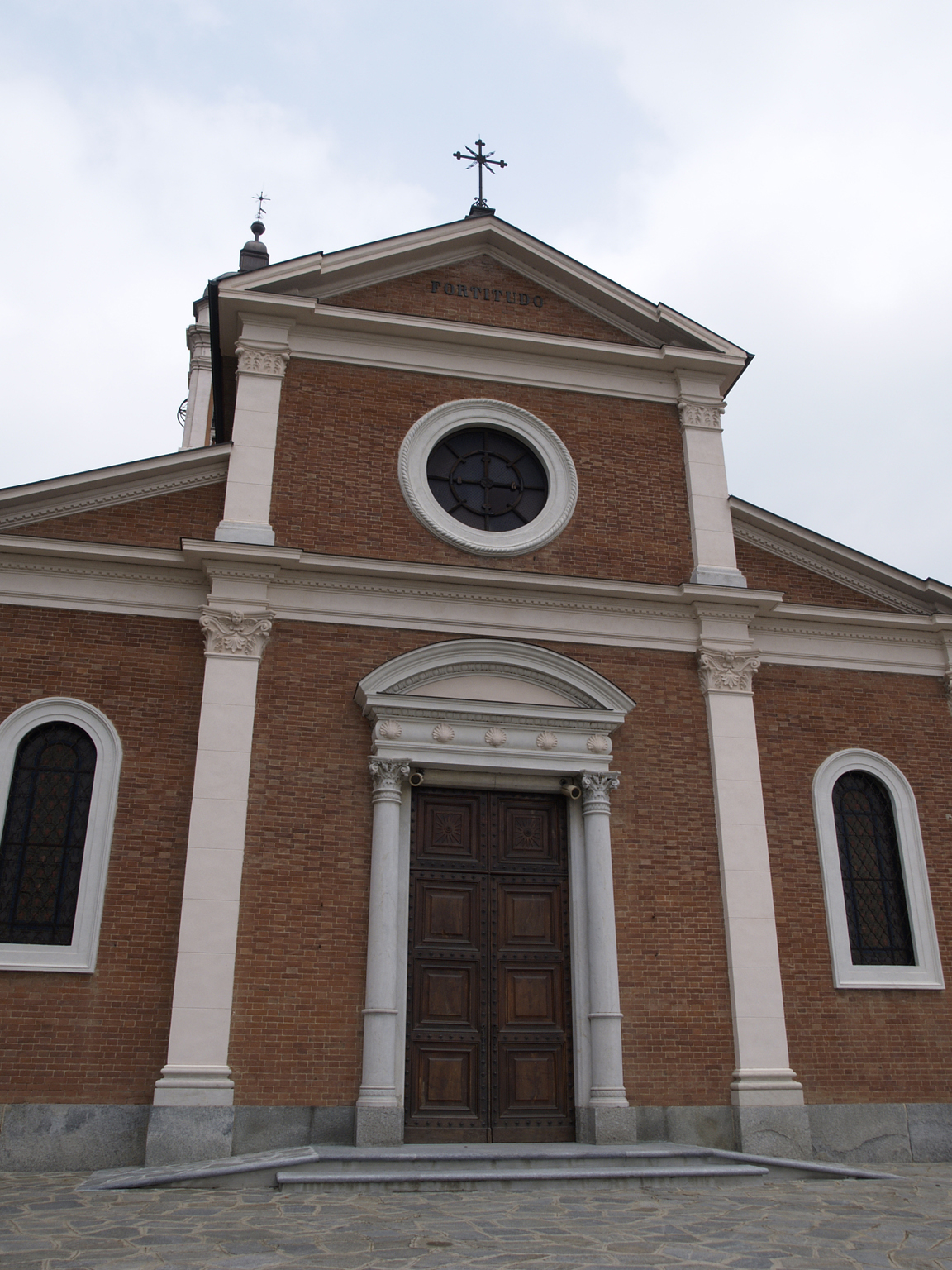
Església parroquial